# Adrienne Gessner
Adrienne Gessner, de son vrai nom Adrienne Geiringer (née le 23 juillet 1896 à Maria Schutz, morte le 23 juin 1987 à Vienne) est une actrice autrichienne.

## Biographie
Adrienne Gessner, fille du compositeur Gustav Geiringer et de l'actrice Christine von Bukovics, apprend la comédie à l'académie de musique et des arts du spectacle de Vienne et fait ses débuts sur scène en 1916 au Kammerspiele de Munich. Elle a des engagements à Stuttgart et à Vienne ainsi que des apparitions au Festival de Salzbourg et à la Ruhrfestspiele de Recklinghausen. Pendant le Troisième Reich, elle émigre en Amérique à cause de son mari juif, elle vit à Broadway à New York et joue notamment aux côtés de Marlon Brando. Après la Seconde Guerre mondiale, elle intègre l'ensemble du Burgtheater.
Elle travaille pour le cinéma à partir de 1931.
Elle est l'épouse de l'écrivain et metteur en scène Ernst Lothar.

## Filmographie
- 1931 : Le Grand Amour
- 1935 : Catherine
- 1948 : Der Engel mit der Posaune
- 1948 : Après la tourmente
- 1949 : Vagabunden
- 1951 : Frühlingsstimmen
- 1951 : Le Paysan allègre
- 1952 : Abenteuer in Wien (de)
- 1952 : Le plaisir est pour demain (No Time for Flowers) de Don Siegel
- 1952 : Ich hab' mich so an Dich gewöhnt
- 1952 : L'Histoire pasionnante d'une star
- 1953 : Der Feldherrnhügel
- 1954 : Die Hexe
- 1954 : Le Premier Baiser
- 1955 : An der schönen blauen Donau
- 1955 : Ja, so ist das mit der Liebe
- 1955 : Zwei Herzen und ein Thron (de)
- 1955 : Piroschka (de)
- 1955 : Mam'zelle Cri-Cri
- 1956 : Mayerling - le dernier amour du fils de Sissi
- 1956 : Rosmarie kommt aus Wildwest
- 1956 : Das Liebesleben des schönen Franz
- 1956 : Die goldene Brücke
- 1956 : Salzburger Geschichten
- 1957 : Familie Schimek (de)
- 1957 : Einen Jux will er sich machen (TV)
- 1957 : Die liebe Familie
- 1958 : Jedermann (TV)
- 1958 : Meine schöne Mama
- 1958 : La Famille Trapp en Amérique (de)
- 1958 : Résurrection
- 1959 : Herrn Josefs letzte Liebe (de)
- 1960 : Das weite Land (TV)
- 1960 : Ich heirate Herrn Direktor
- 1960 : Un scandale à la cour
- 1961 : Les Aventures du comte Bobby
- 1961 : La Grande Roue
- 1962 : L'Ivresse de la forêt (Waldrausch)
- 1962 : L'Irrésistible célibataire
- 1963 : Der Musterknabe (de)
- 1964 : Der Verschwender
- 1969 : Schwester Bonaventura (TV)
- 1971 : Liliom (TV)
- 1972 : Hochzeit (TV)
- 1979 : Geschichten aus dem Wienerwald
- 1980 : Tatort: Mord auf Raten (de) (série télévisée)